# Địa sa Trung Bộ
Địa sa Trung Bộ (danh pháp: Geostachys annamensis) là một loài thực vật có hoa trong họ Gừng. Loài này được Henry Nicholas Ridley miêu tả khoa học đầu tiên năm 1921.

## Mô tả
Căn hành mập, cứng, có bao dai. Lá hơn 6, tròn dài hẹp, chót có mũi dài, to 30 x 4 cm, mặt dưới có lông; mép không lông. Phát hoa ở đất, dài 14 cm; chùm tụ tán cao 7 cm; hoa trắng ửng đỏ và có đốm tía; lá hoa tròn dài, cao 3 cm; hoa nhóm 3; cọng 5 mm; đài có ống dài 2 cm, thùy thon; môi 3 thùy, rộng 3 cm; bao phấn 7 mm.

## Phân bố
Tìm thấy ở các tỉnh miền trung Việt Nam như Lâm Đồng (Đà Lạt), Kon Tum, Khánh Hòa.